# Girolamo Arnaldi
Girolamo Arnaldi (Pisa, Itàlia, 31 de gener de 1929 - 30 de gener de 2016) va ser un historiador i professor universitari italià. Del 1964 al 1970. Arnaldi fou professor d'història medieval a la Universitat de Bolonya. Deixà la capital de l'Emília-Romanya per anar a ensenyar la Universitat de Roma La Sapienza, on treballà del 1970 al 1999. Va ser cavaller de la Legió d'Honor, cavaller de l'Orde de les Arts i les Lletres i Grand-Croix de l'Orde del Mèrit de la República Italiana. També fou membre de l'Académie des inscriptions et belles-lettres com associat estranger, escollit el 25 de febrer del 2000.